# 佐藤安之助

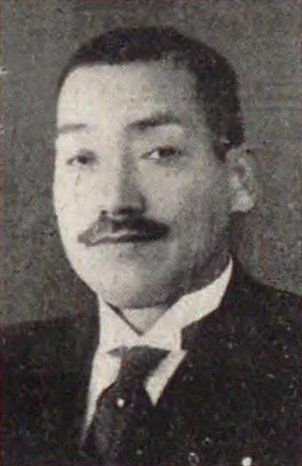
佐藤安之助

佐藤 安之助（さとう やすのすけ、明治4年1月21日（1871年3月11日） - 昭和19年（1944年）3月14日）は、日本の陸軍軍人。階級は陸軍少将。衆議院議員。

## 経歴
東京府東京市の平民高橋正兵衛の四男として生まれ、佐藤喜兵衛の養子となった。1895年（明治28年）、陸軍士官学校を卒業して、歩兵少尉に任官された。日清戦争従軍中に片足を失っている。関東都督府陸軍部附として南満州鉄道株式会社奉天公所長事務取扱を命じられ、さらにスイス公使館附武官・スイス駐在員取締に転じた。またパリ講和会議全権随員を務めた。1919年（大正8年）、陸軍少将に昇進し、参謀本部附、教育総監部附、陸軍技術会議議員を歴任した。1922年（大正11年）4月1日に依願退役となる。
1928年（昭和3年）、第16回衆議院議員総選挙に出馬し、当選を果たした。墓所は雑司ヶ谷霊園。
五百木瓢亭、新海非風らに刺激を受けて俳句を詠むようになり、正岡子規に師事した。号に肋骨、隻脚庵主人、低囊がある。

## 栄典
位階
- 1895年（明治28年）11月15日 - 正八位[6]
- 1897年（明治30年）12月15日 - 従七位[7]

勲章等
- 1920年（大正9年）9月7日 - 戦捷記章[8]

外国勲章佩用允許
- 1909年（明治42年）5月31日 - 清国第二等第三品双龍宝星双龍宝星（中国語: 御赐双龙宝星）[9]

## 著書
- 『満蒙問題を中心とする日支関係 - 共存共栄か?共亡共枯か?』（日本評論社、1931年）